# (25169) 1998 SR65
A (25169) 1998 SR65 a Naprendszer kisbolygóövében található aszteroida. Eric Walter Elst fedezte fel 1998. szeptember 20-án.